# Maryno
Maryno – wieś w Polsce położona w województwie mazowieckim, w powiecie radomskim, w gminie Jedlnia-Letnisko. Ma status sołectwa.
W latach 1945–1975 miejscowość administracyjnie należała do województwa kieleckiego, następnie w latach 1975–1998 do województwa radomskiego.
Wieś leży na pograniczu Równiny Radomskiej i Równiny Kozienickiej. Maryno otaczają lasy Puszczy Kozienickiej, na terenie których utworzono Kozienicki Park Krajobrazowy. Ok. 7 km od wsi, nad brzegiem zalewu, rośnie największy w puszczy jawor, natomiast w odległości 2 km w środku lasu największe w puszczy drzewo – kilkusetletni buk, pod którym według legendy wypoczywał Tadeusz Kościuszko („Buk Kościuszki” – pomnik przyrody). 
Wierni Kościoła rzymskokatolickiego należą do parafii św. Andrzeja Boboli w Słupicy.